# Lucas Cândido
Lucas Cândido Silva, mais conhecido como Lucas Cândido (Uberlândia, 25 de dezembro de 1993), é um futebolista brasileiro que atua como volante ou lateral-esquerdo. Atualmente joga na Ponte Preta.

## Carreira

### Atlético Mineiro
Lucas Cândido foi para o Atlético após se destacar no futsal do Colégio Magnum Agostiniano e chegou como atacante. Contudo, o jovem atleta acabou sendo moldado para a função de volante, mas sempre foi 'forçado' a testar-se em outras posições, como lateral-esquerdo e terceiro zagueiro.
Titular da Seleção Brasileira durante a disputa do Sul-Americano Sub-20, no começo de 2013, na Argentina, o jogador foi promovido no mesmo ano para o profissional do Atlético, a pedido do técnico Cuca. Lucas Cândido fez sua estreia pelo clube no dia 7 de julho de 2013, em partida contra o Criciúma, entrando no lugar de Rosinei, aos 35 minutos do segundo tempo.
Com a ausência de Júnior César e Richarlyson, o técnico Cuca passou a improvisá-lo na lateral esquerda. Atuando na nova função, o jogador fez o gol da vitória contra o Flamengo, no dia 20 de outubro de 2013, seu primeiro pelo profissional do clube. Destacando-se na lateral, Lucas Cândido acabou se tornando titular absoluto da equipe.
No dia 19 de fevereiro de 2014, Lucas sofreu séria lesão nos ligamentos do joelho, em partida válida pelo Campeonato Mineiro, o que resultou em uma cirurgia, e vários meses de fisioterapia e tratamento. Pouco mais de um ano depois, o jogador retornou na partida contra o Atlas, do México, pela Libertadores. No segundo jogo após o retorno, contra o Guarani de Divinópolis, ele foi o autor do segundo gol na vitória por 2 a 0, no Independência, pelo Campeonato Mineiro de 2015.
No dia 13 de março de 2015, o jogador voltou a romper os ligamentos do joelho, desta vez do esquerdo, em um treinamento na Cidade do Galo. Após ficar oito meses se recuperando de cirurgia, voltou a ser relacionado para uma partida, dia 19 de novembro, contra o São Paulo no Morumbi.

## Seleção Brasileira
Com histórico de passagens pelas categorias de base da Seleção Brasileira, Lucas Cândido integrou o elenco que disputou o Sul-Americano Sub-20 de 2013, na Argentina. A Seleção Brasileira, porém, não teve bom desempenho, sendo eliminada na primeira fase da competição. Mesmo assim, Lucas Cândido foi bastante elogiado pelo técnico da equipe, Emerson Ávila.
No dia 14 de janeiro de 2014, Lucas foi convocado pelo técnico Alexandre Gallo para integrar o elenco da Seleção Brasileira Sub-21, que enfrentará a Seleção Mexicana Sub-21 em um jogo amistoso, como preparação para os Jogos Olímpicos de 2016.

## Títulos
Atlético Mineiro
- Campeonato Mineiro: 2013, 2015 e 2017.
- Copa Libertadores da América: 2013[7]
- Copa do Brasil: 2014
- Florida Cup: 2016